# Klostermühle (Quedlinburg)

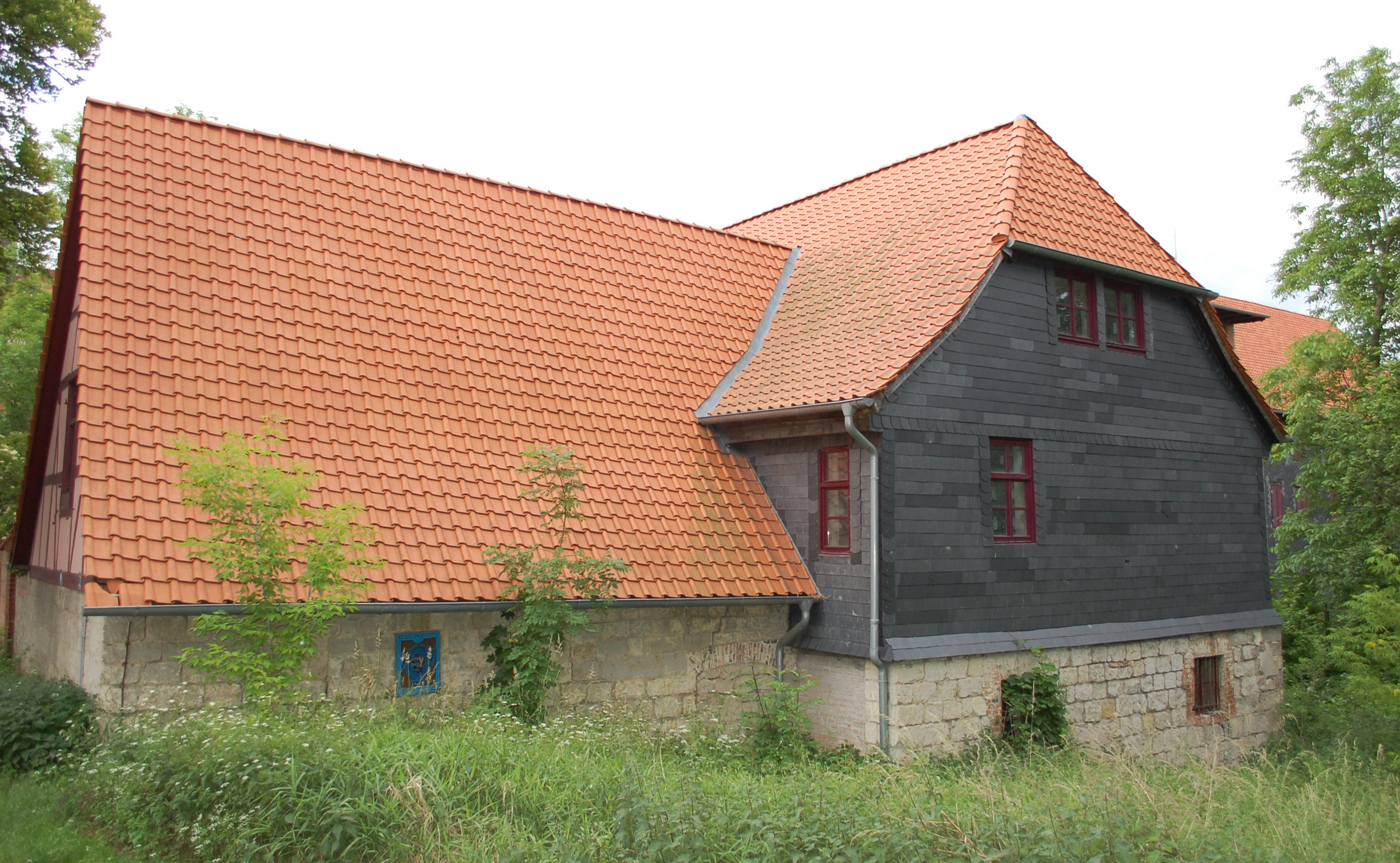
Klostermühle

Die Klostermühle ist ein denkmalgeschütztes ehemals als Wassermühle genutztes Gebäude in der Stadt Quedlinburg in Sachsen-Anhalt.

## Geographie
Es befindet sich südwestlich des Quedlinburger Schloßbergs an der Adresse Mühlenstraße 26. Das Gebäude gehört zum UNESCO-Weltkulturerbe und ist im Quedlinburger Denkmalverzeichnis eingetragen. Durch das Anwesen führt der Mühlgraben.

## Architektur und Geschichte
Die Klostermühle wurde bereits im Jahr 1280 urkundlich erwähnt und war zu diesem Zeitpunkt Eigentum des Wipertiklosters. Der älteste Teil des Mühlenkomplexes ist das alte aus Fachwerk und Bruchstein errichtete zweigeschossige Mühlengebäude. Es trägt ein auf das Jahr 1627 datiertes Stiftswappen. An der Ostseite schließt sich ein Fachwerkhaus an. Dieses wurde, wie ein Seitenflügel in der Zeit um 1900 modernisiert. Am Mühlgraben befindet sich ein Radhaus, in welchem sich das Zuppinger Wasserrad befindet. Es hat einen Durchmesser von sieben Metern und ist mittelschlächtig.
Zum Anwesen gehört auch ein 1889 entstandenes Industriegebäude mit Schornstein, Mahlgebäude und Speicher.
Das Gelände ist von einer Ziegelmauer umgeben, deren Pfosten hervorgehoben sind.